# Europamästerskapen i bob och skeleton 2025
Europamästerskapen i bob och skeleton 2025 hölls mellan den 7 och 9 februari 2025 i Lillehammer i Norge.

## Resultat

### Skeleton
| Gren   | Guld                     | Guld    | Silver                          | Silver  | Brons                         | Brons   |
| Herrar | Samuel Maier · Österrike | 1.42,81 | Marcus Wyatt · Storbritannien   | 1.42,82 | Axel Jungk · Tyskland         | 1.42,84 |
| Damer  | Janine Flock · Österrike | 1.44,13 | Amelia Coltman · Storbritannien | 1.44,98 | Kimberley Bos · Nederländerna | 1.45,18 |

### Bob
| Gren                | Guld                                                                   | Guld    | Silver                                                                       | Silver  | Brons | Brons   |
| Monobob, damer      | Laura Nolte · Tyskland                                                 | 1.49,21 | Melanie Hasler · Schweiz                                                     | 1.49,33 | Lisa Buckwitz · Tyskland | 1.49,36 |
| Tvåmannabob, damer  | Tyskland Laura Nolte Leonie Kluwig                                     | 1.44,40 | Tyskland Kim Kalicki Leonie Fiebig                                           | 1.44,42 | Tyskland Lisa Buckwitz Kira Lipperheide                                                                                              | 1.44,70 |
| Tvåmannabob, herrar | Tyskland Francesco Friedrich Alexander Schüller                        | 1.41,15 | Tyskland Johannes Lochner Georg Fleischhauer                                 | 1.41,29 | Storbritannien Brad Hall Taylor Lawrence                                                                                             | 1.41,63 |
| Fyrmannabob, herrar | Tyskland Johannes Lochner Florian Bauer Jörn Wenzel Georg Fleischhauer | 1.39,85 | Tyskland Francesco Friedrich Matthias Sommer Alexander Schüller Felix Straub | 1.39,90 | Storbritannien Brad Hall Taylor Lawrence Arran Gulliver Leon Greenwood Schweiz Michael Vogt Gregory Jones Andreas Haas Amadou Ndiaye | 1,40,05 |

## Medaljtabell
*   Värdland ( Norge)
| Nr                  | Nation              | Guld | Silver | Brons | Totalt |
| ------------------- | ------------------- | ---- | ------ | ----- | ------ |
| 1                   | Tyskland            | 4    | 3      | 3     | 10     |
| 2                   | Österrike           | 2    | 0      | 0     | 2      |
| 3                   | Storbritannien      | 0    | 2      | 2     | 4      |
| 4                   | Schweiz             | 0    | 1      | 1     | 2      |
| 5                   | Nederländerna       | 0    | 0      | 1     | 1      |
| Totalt (5 nationer) | Totalt (5 nationer) | 6    | 6      | 7     | 19     |